# Supercoppa di Spagna 2010 (hockey su pista)
La Supercoppa di Spagna 2010 è stata la 7ª edizione dell'omonima competizione spagnola di hockey su pista. Il torneo ha avuto luogo dal 18 al 26 settembre 2010. A conquistare il titolo è stato il Vic per la seconda volta nella sua storia superando in finale il Barcellona.

## Squadre partecipanti
| Club       | Qualificazione               | Partecipazioni precedenti (il grassetto indica la vittoria) |
| ---------- | ---------------------------- | ----------------------------------------------------------- |
| Barcellona | Vincitore dell'Ok Liga       | 2004, 2005, 2006, 2007, 2008, 2009                          |
| Vic        | Vincitore della Coppa del Re | 2005, 2009                                                  |

## Risultati

### Finale di andata
| Vic 18 settembre 2010 | Vic | 2 – 5 referto | Barcellona | Pavelló Olímpic de Vic |

### Finale di ritorno
| Barcellona 26 settembre 2010 | Barcellona | 0 – 4 referto | Vic | Palau Blaugrana |